# Rosinante
Rosinante, oder Rocinante, ist das Reitpferd von Don Quichotte, im Roman Don Quichotte von Miguel de Cervantes Saavedra. Rosinante ist nicht nur Don Quichottes Pferd, sondern auch sein Alter Ego. Rosinante ist wie Don Quichotte linkisch, über sein bestes Alter hinaus und von seiner Aufgabe überfordert.
Rosinante wird als mager und mit zahlreichen Mängeln beschrieben. Während heute im Allgemeinen Stuten Rosinante genannt werden, ist bei Cervantes das Pferd eindeutig ein Hengst: Im 15. Kapitel dringt Rosinante in eine Herde galicischer Stuten ein, was ihm, Don Quichotte und Sancho Pansa heftige Prügel seitens der Treiber einbringt. Auch ist (in der Übersetzung von Ludwig Braunfels) stets von dem Rosinante die Rede. Im Spanischen ist rocín eine Bezeichnung für ein Pferd. Ähnliche Worte gibt es in Französisch (roussin; rosse), Portugiesisch (rocim), Niederländisch (ros), Deutsch (Ross) und Italienisch (ronzino). Die Etymologie ist unsicher. Die angehängte Endung ante entspricht dem spanischen Wort für „vor“, das wie im Deutschen sowohl eine zeitliche als auch eine rangmäßige Abfolge beschreiben kann. Mit dem Wortspiel will Don Quichotte ausdrücken, dass sein Pferd vor allen anderen Pferden stehen soll.

„Jetzt ging er, alsbald nach seinem Gaule zu sehen, und obschon dieser an den Hufen mehr Steingallen hatte als ein Groschen Pfennige und mehr Gebresten als das Pferd Gonellas, das tantum pellis et ossa fuit, dünkte es ihn, daß weder der Bukephalos des Alexander noch der Babieca des Cid sich ihm gleichstellen könnten. Vier Tage vergingen ihm mit dem Nachdenken darüber, welchen Namen er ihm zuteilen sollte; sintemal – wie er sich selbst sagte – es nicht recht wäre, daß das Roß eines so berühmten Ritters, das auch schon an sich selbst so vortrefflich sei, ohne einen eigenen wohlbekannten Namen bliebe. Und so bemühte er sich, ihm einen solchen zu verleihen, der deutlich anzeige, was der Gaul vorher gewesen, ehe er eines fahrenden Ritters war, und was er jetzo sei; denn es sei doch in der Vernunft begründet, daß, wenn sein Herr einen andern Stand, auch das Roß einen andern Namen annehme und einen solchen erhalte, der ruhmvoll und hochtönend sei, wie es dem neuen Orden und Beruf zieme, zu dem er sich selbst bereits bekenne. Und so, nachdem er viele Namen sich ausgedacht, dann gestrichen und beseitigt, dann wieder in seinem Kopfe andre herbeigebracht, abermals verworfen und aufs neue in seiner Vorstellung und Phantasie zusammengestellt, kam er zuletzt darauf, ihn Rosinante zu heißen, ein nach seiner Meinung hoher und volltönender Name, bezeichnend für das, was er gewesen, als er noch ein Reitgaul nur war, bevor er zu der Bedeutung gekommen, die er jetzt besaß, nämlich allen Rossen der Welt als das Erste voranzugehen.“

## Galerie

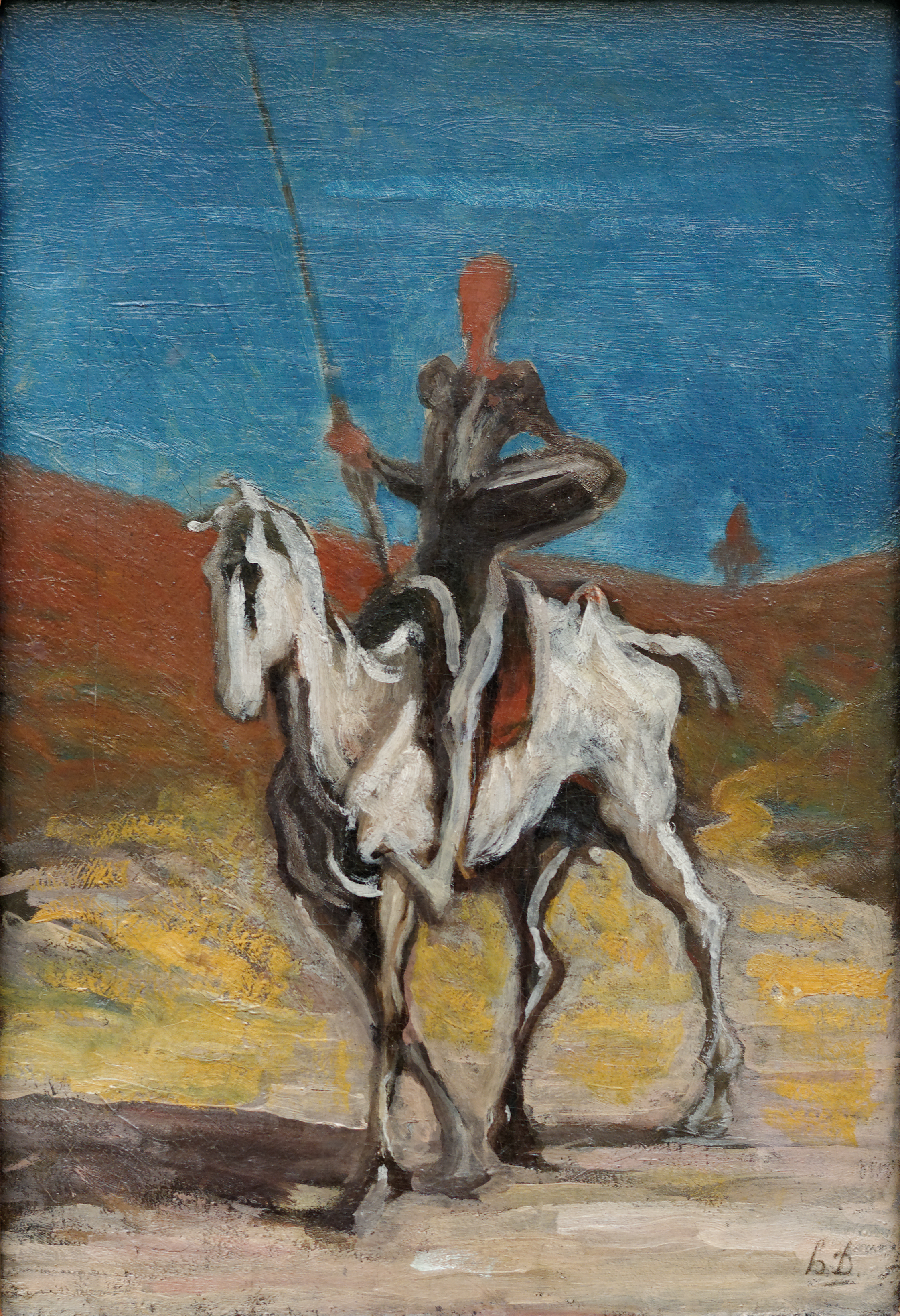
Don Quichotte und Rosinante, Gemälde von Honoré Daumier (um 1868)
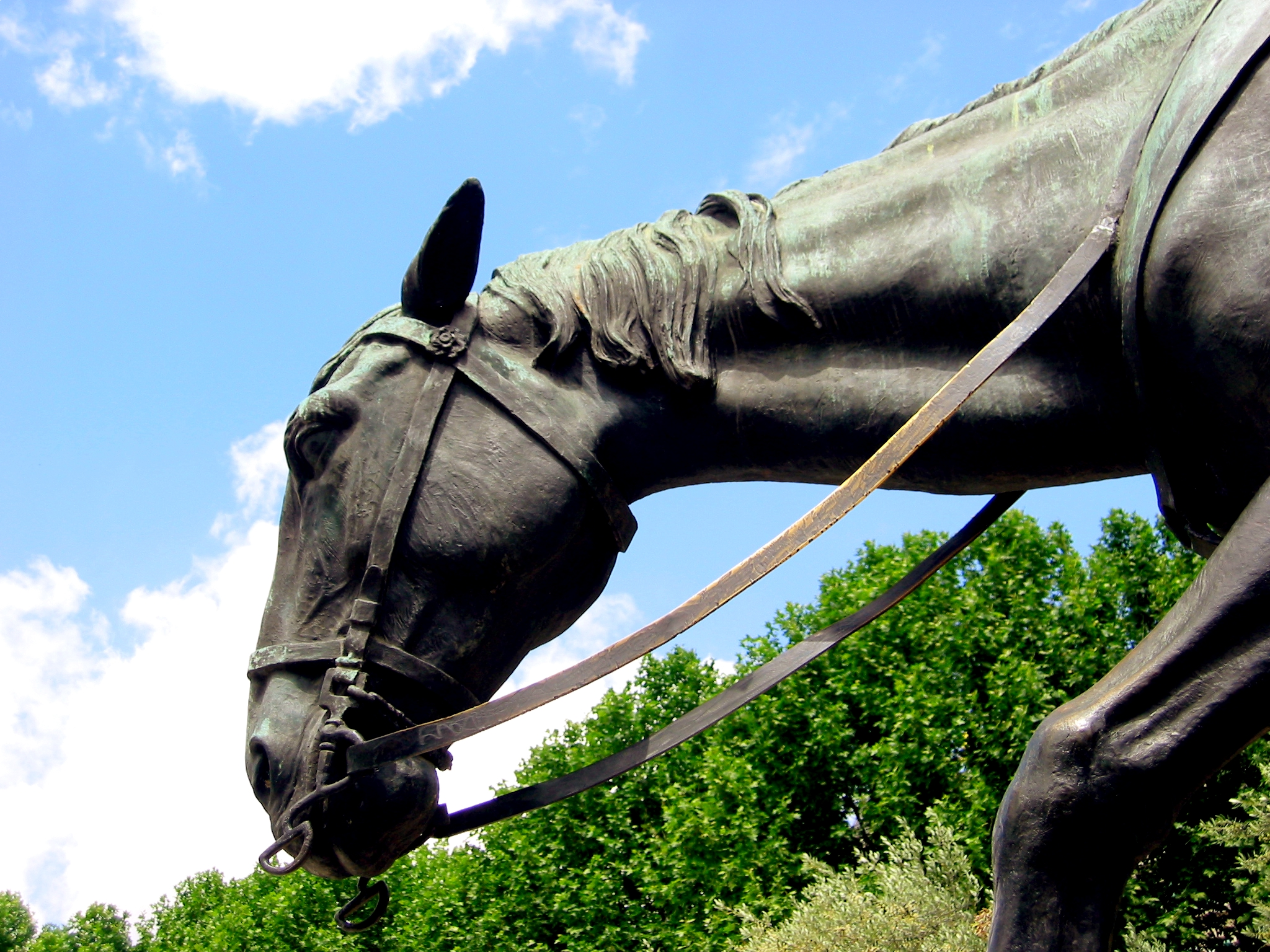
Statue in Madrid von Lorenzo Coullaut Valera (1930)
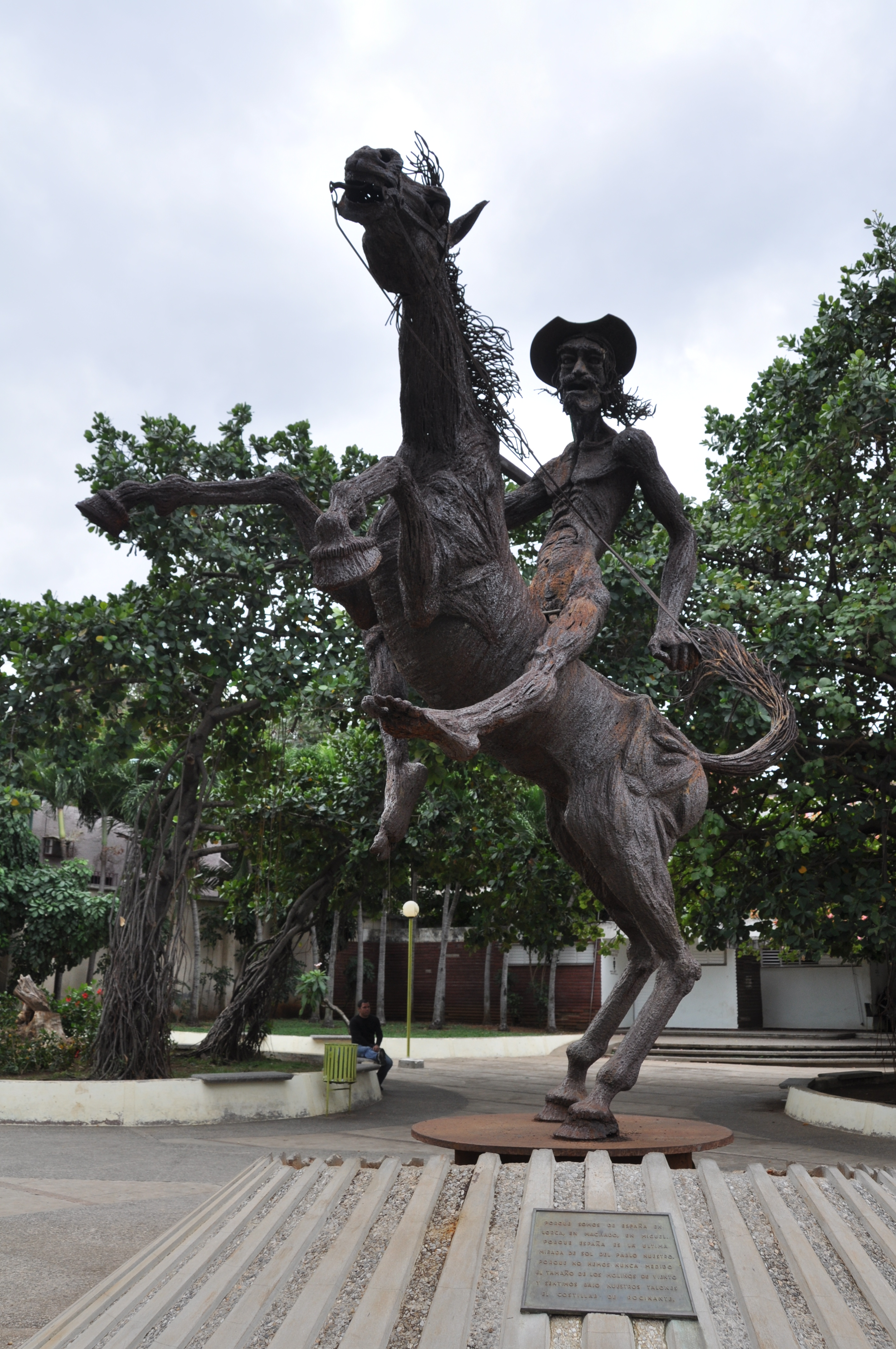
Skulptur in Havanna von Sergio Martínez
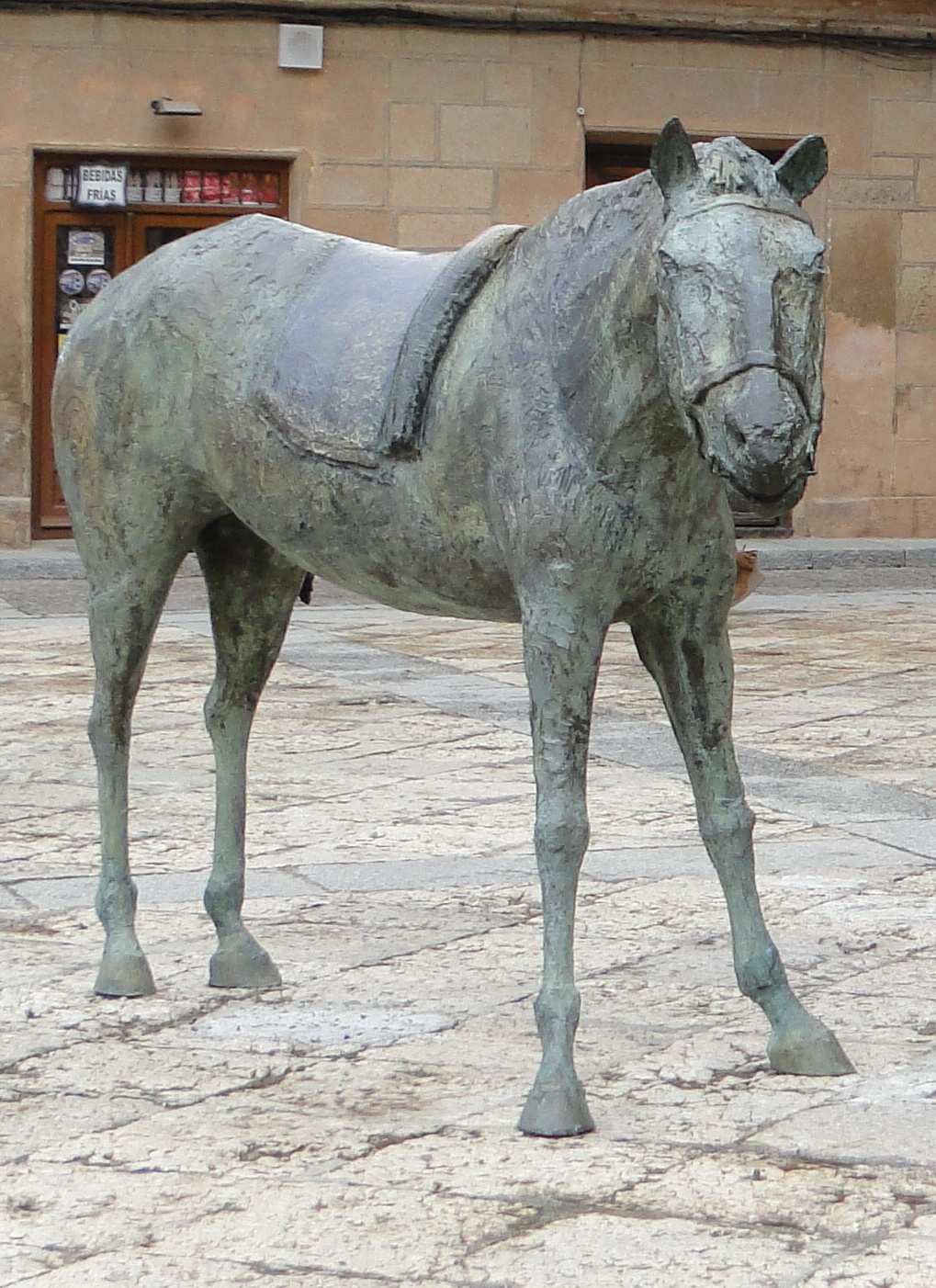
Rosinante auf dem Marktplatz von Villanueva de los Infantes